# Angers Sporting Club de l'Ouest 1972-1973
Questa voce raccoglie le informazioni riguardanti l'Angers Sporting Club de l'Ouest nelle competizioni ufficiali della stagione 1972-1973.

## Stagione
Nelle prime battute del campionato l'Angers lottò per il vertice assieme ad un enorme gruppo di squadre, divenendo la prima ad assumere il comando solitario della graduatoria. A causa di una serie negativa caratterizzata da un punto nelle successive sette gare, la squadra cedette il passo trascorrendo il resto del campionato nelle posizioni medio-alte della classifica, senza mai riuscire ad inserirsi nella lotta per la Coppa UEFA.
Il cammino della squadra nelle coppe si concluse in entrambi i casi al primo turno: in Coppa UEFA la BFC Dynamo estromise l'Angers vincendo l'incontro di ritorno a Berlino Est, in Coppa di Francia l'Angers venne eliminato dai futuri finalisti del Nantes.

## Maglie e sponsor
Lo sponsor tecnico per la stagione 1972-1973 è Le Coq Sportif.
| Manica sinistra · Maglietta · Maglietta · Manica destra · Pantaloncini · Calzettoni | Manica sinistra · Maglietta · Maglietta · Manica destra · Pantaloncini · Calzettoni |

## Rosa
| N. |                       | Ruolo | Calciatore            |
| -- | --------------------- | ----- | --------------------- |
|    | Francia (bandiera)    | P     | René Gallina          |
|    | Francia (bandiera)    | P     | Alain Gouraud         |
|    | Francia (bandiera)    | D     | Pierre Bourdel        |
|    | Francia (bandiera)    | D     | Patrick Brulez        |
|    | Jugoslavia (bandiera) | D     | Milan Damjanović      |
|    | Francia (bandiera)    | D     | Roger Fievet          |
|    | Francia (bandiera)    | D     | Baudoin Le Chatellier |
|    | Francia (bandiera)    | D     | Jacky Lemée           |
|    | Francia (bandiera)    | C     | Éric Bedouet          |

| N. |                       | Ruolo | Calciatore        |
| -- | --------------------- | ----- | ----------------- |
|    | Francia (bandiera)    | C     | Jean-Marc Guillou |
|    | Francia (bandiera)    | C     | Jean-Yves Le Cœur |
|    | Italia (bandiera)     | C     | Alberto Poli      |
|    | Jugoslavia (bandiera) | A     | Boško Antić       |
|    | Francia (bandiera)    | A     | Marc Berdoll      |
|    | Francia (bandiera)    | A     | Michel Cassan     |
|    | Francia (bandiera)    | A     | Éric Edwige       |
|    | Francia (bandiera)    | A     | Jean-Paul Gaidoz  |
|    | Francia (bandiera)    | A     | Guy Lassalette    |

## Risultati

### Coppa UEFA
| Arbitro: | Camacho Jiménez |

|           |           |               |
| Lemée 46’ | Marcatori | 76’ Johannsen |

| Arbitro: | Burns |

|                             |           |                |
| Schulenberg 28’ Schütze 55’ | Marcatori | 50’ Lassalette |

## Statistiche

### Andamento in campionato
| Giornata  | 1 | 2 | 3 | 4 | 5 | 6 | 7 | 8 | 9 | 10 | 11 | 12 | 13 | 14 | 15 | 16 | 17 | 18 | 19 | 20 | 21 | 22 | 23 | 24 | 25 | 26 | 27 | 28 | 29 | 30 | 31 | 32 | 33 | 34 | 35 | 36 | 37 | 38 |
| --------- | - | - | - | - | - | - | - | - | - | -- | -- | -- | -- | -- | -- | -- | -- | -- | -- | -- | -- | -- | -- | -- | -- | -- | -- | -- | -- | -- | -- | -- | -- | -- | -- | -- | -- | -- |
| Luogo     | C | T | C | C | T | C | T | C | T | C  | T  | C  | T  | C  | T  | C  | T  | C  | T  | C  | T  | C  | T  | C  | T  | C  | T  | C  | T  | C  | T  | C  | T  | C  | T  | C  | T  | C  |
| Risultato | V | V | V | N | V | V | V | P | P | P  | P  | N  | P  | P  | V  | V  | N  | N  | P  | V  | P  | N  | V  | N  | N  | N  | V  | V  | V  | N  | V  | P  | N  | P  | V  | P  | V  | N  |
| Posizione | 1 | 2 | 2 | 2 | 3 | 3 | 1 | 2 | 2 | 2  | 5  | 7  | 9  | 9  | 10 | 5  | 4  | 4  | 8  | 7  | 7  | 9  | 8  | 8  | 7  | 7  | 7  | 6  | 6  | 6  | 5  | 6  | 7  | 7  | 7  | 7  | 7  | 5  |

Fonte:  France » Ligue 1 1972/1973 » Schedule, su worldfootball.net.
Legenda:

Luogo: C = Casa; T = Trasferta. Risultato: V = Vittoria; N = Pareggio; P = Sconfitta.